# 沙地蘇納牛尾魚
沙地蘇納牛尾魚，又稱，為輻鰭魚綱鮋形目牛尾魚科的其中一種。

## 分布
本魚分布於印度太平洋海域，包括東非、馬紹爾群島、密克羅尼西亞、台灣、日本等海域。

## 深度
水深1至30（3英尺3英寸至98英尺5英寸）。

## 特徵
本魚外觀與乳瓣繸鯒略同，但其第二眼下骨的中間縱走稜線上有棘5枚，眼下稜線無小齒，眼後沒有明顯隆起稜線；背鰭鰭條數12條，且其唇緣無皮瓣。體呈黃褐色，散布著小點。體長可達37公分。

## 生態
屬於底棲性魚類，喜棲息於沙泥質海底或礁沙交錯處。活動力差，游動緩慢，常將身體埋於沙中，伺機補食魚蝦，或者欺騙敵人。

## 經濟利用
食用魚，以油煎食為宜。

## 扩展阅读
- 維基物種上的相關：沙地蘇納牛尾魚
- 维基共享资源上的相關多媒體資源：沙地蘇納牛尾魚